# Кенес (Байзацький район)
Кене́с (каз. Кеңес) — село у складі Байзацького району Жамбильської області Казахстану. Адміністративний центр та єдиний населений пункт Коптерецького сільського округу.
Населення — 2180 осіб (2021; 2276 у 2009, 2213 у 1999, 2414 у 1989).